# Luokė
Luokė (ryska: Луоке) är en ort i Litauen. Den ligger i den nordvästra delen av landet, 220 km nordväst om huvudstaden Vilnius. Luokė ligger 165 meter över havet och antalet invånare är 777.
Terrängen runt Luokė är huvudsakligen platt. Luokė ligger uppe på en höjd. Runt Luokė är det ganska glesbefolkat, med 39 invånare per kvadratkilometer. Närmaste större samhälle är Telšiai, 19,8 km nordväst om Luokė. Trakten runt Luokė består till största delen av jordbruksmark.